# Hadjadj
Hadjadj (în arabă حجاج) este o comună din provincia Mostaganem, Algeria.
Populația comunei este de 17.330 de locuitori (2008).